# Nelson Island, British Columbia
Nelson Island är en ö i Kanada.   Den ligger i provinsen British Columbia, i den sydvästra delen av landet, 3 600 km väster om huvudstaden Ottawa. Arean är 251 kvadratkilometer.
Terrängen på Nelson Island är lite kuperad. Öns högsta punkt är 702 meter över havet.
I omgivningarna runt Nelson Island växer i huvudsak barrskog. Runt Nelson Island är det mycket glesbefolkat, med 5 invånare per kvadratkilometer.